# Constance van Eeden
Pour les articles homonymes, voir Eeden.
Constance van Eeden (6 avril 1927-21 septembre 2021) est une statisticienne mathématique néerlandaise-canadienne. Elle est professeure émérite de l'université de Montréal et professeure honoraire de l'université de la Colombie-Britannique.

## Biographie
Constance van Eeden est née à Delft. Son père est instituteur et elle fait ses études secondaires à Berg-op-Zoom. Elle est diplômée en mathématiques, physique et astronomie en 1949, puis obtient une maîtrise en science actuarielle en 1954 et un doctorat en 1958 de l'université d'Amsterdam, après la soutenance d'une thèse, dirigée par David van Dantzig, et Jan Hemelrijk, intitulée Testing and Estimating Ordered Parameters of Probability Distribution.

## Activités académiques et de recherche
Constance van Eeden travaille au Centrum voor Wiskunde en Informatica de 1954 à 1960 puis elle est professeure invitée à l'université d'État du Michigan, avec Herman Rubin comme mentor. C'est lors de cette visite qu'elle rencontre et épouse le statisticien Charles H. Kraft. Les règles anti-népotisme alors en vigueur dans de nombreuses universités américaines les empêchent d'occuper des postes dans la même université; aussi enseigne-t-elle à l'université du Minnesota de 1961 à 1965, d'abord en tant qu'associée de recherche, puis en tant que professeure agrégée. Elle enseigne à l'université de Montréal de 1965 à 1988 où ses contributions aident à bâtir une renommée pour le Québec en statistique. Elle prend sa retraite académique en 1989 et occupe par la suite des postes de professeure invitée honoraire à l'université du Québec à Montréal et à l'université de la Colombie-Britannique. 
Elle s'intéresse à la statistique non paramétrique y compris l'estimation du maximum de vraisemblance et les statistiques robustes et effectue des travaux fondamentaux sur les espaces de paramètres (en).
Elle est rédactrice en chef de Statistical Theory and Methods Abstracts de 1990 à 2004.
Constance van Eeden meurt le 21 septembre 2021 aux Pays-Bas.

## Publications
- (en) van Eeden, Constance, Restricted parameter space estimation problems : admissibility and minimaxity properties, New York, NY, Springer, 2006 (ISBN 978-0-387-48809-7, 0-387-48809-X et 0-387-33747-4, OCLC 209924446, lire en ligne)
- (en) Kraft, Charles H. et van Eeden, Constance, A nonparametric introduction to statistics, Macmillan, 1968 (ISBN 978-0-02-366120-4)[9]

## Prix et distinctions
Elle est membre de l'Association des statisticiens américains et de l'Institut de statistique mathématique depuis 1973; elle est élue membre de l'Institut international de statistique en 1978. 
En 1990, elle est récipiendaire de la médaille d'or de la Société statistique du Canada pour ses réalisations en recherche et plus particulièrement en statistique non paramétrique, ainsi que pour son rôle de chef de file dans le développement de programmes d'études supérieures en statistique. Elle est nommée membre d'honneur de cette société en 2011.  
En 1998, le Département de mathématiques et de statistique de l'université de Montréal crée le « Prix Constance van Eeden » en son honneur. Ce prix est décerné chaque année à un étudiant finissant un baccalauréat en statistique ou en science actuarielle.  
L'Institut international de statistique lui décerne la médaille Henri Willem Methorst pour services exceptionnels en 1999,.  
Un symposium est organisé en l'honneur de son 75e anniversaire, en mai 2002, dont les actes sont publiés sous forme de mélanges,.